# Kevin B. MacDonald
Pour les articles homonymes, voir Kevin McDonald et MacDonald.
Kevin B. MacDonald, né le 29 janvier 1944, est un professeur de psychologie américain, particulièrement de psychologie évolutionniste. Ses travaux ont porté principalement sur la communauté juive, et ont été fortement critiqués par le reste de la communauté scientifique, tout en ayant un certain écho dans les milieux antisémites.

## Travaux
Il est professeur de psychologie à l'université d'État de Californie à Long Beach. 
S'intéressant à la résilience de la communauté juive depuis la diaspora, il crée la polémique en la considérant comme une entité autonome censée privilégier ses intérêts propres, avec une considération moindre pour ceux du milieu où elle évolue, à la manière d'une lutte des classes en politique. 

### Critiques
John Tooby, le fondateur du domaine de la psychologie évolutionniste, critique MacDonald dans un article pour Salon en 2000, écrivant : « Les idées de MacDonald - et pas seulement sur les Juifs - violent les principes fondamentaux du domaine ». Tooby postule que MacDonald n'est pas un psychologue évolutionniste. 
Steven Pinker, professeur de psychologie à l'université Harvard, a écrit que le travail de MacDonald échouait aux « tests de base de crédibilité scientifique ». 
Nathan Cofnas de l'université d'Oxford a publié une critique négative sur les travaux de MacDonald dans la revue Human Nature en 2018. Cofnas fait valoir que les critiques des chercheurs étaient nécessaires pour engager une réflexion critique du travail de MacDonald, en partie parce qu'il s'est avéré « extrêmement » influent parmi les antisémites. La propre conclusion de Cofnas était que le travail de MacDonald reposait sur « des sources déformées et des faits triés sur le volet » et que « les preuves favorisent en fait une explication plus simple de la surreprésentation juive dans les mouvements intellectuels impliquant une haute intelligence juive et une répartition géographique ». En 2021, Cofnas a publié une autre étude critiquant la théorie de Kevin MacDonald.

## Prise de position
En 2011, il signe une lettre ouverte avec l'universitaire suédois Jan C. Biro pour s'opposer à un prétendu « parti-pris juif » (Jewish bias) du prix Nobel,.

## Œuvres
- Cultural Insurrections: Essays on Western Civilization, Jewish Influence, and Anti-Semitism (Atlanta : The Occidental Press, 2007)
- Understanding Jewish Influence: A Study in Ethnic Activism, avec une introduction de Samuel T. Francis (en)  (Occidental Quarterly November, 2004),  (ISBN 1-59368-017-1) Introduction en ligne
- Burgess, R. L. & MacDonald, K. B. (Eds.) Evolutionary Perspectives on Human Development, 2e éd. (Sage 2004),  (ISBN 0-7619-2790-5)
- The Culture of Critique: An Evolutionary Analysis of Jewish Involvement in Twentieth-Century Intellectual and Political Movements, Praeger, 1998,  (ISBN 0-275-96113-3) (Préface en ligne)
- Separation and Its Discontents Toward an Evolutionary Theory of Anti-Semitism (Praeger 1998),  (ISBN 0-275-94870-6)
- A People That Shall Dwell Alone: Judaism As a Group Evolutionary Strategy, With Diaspora Peoples (Praeger 1994),  (ISBN 0-595-22838-0)
- Parent-child Play: Descriptions and Implications (State University of New York Press 1993)
- Sociobiological Perspectives on Human Development (Springer-Verlag 1988)
- Social and Personality Development: An Evolutionary Synthesis (Plenum 1988)